# (37785) 1997 SL15
1997 أس أل 15 (ويعرف أيضًا باسم (37785) 1997 أس أل 15 وفق تسمية الكوكب الصغير) (بالإنجليزية: 1997 SL15)‏ هو كويكب ضمن حزام الكويكبات؛ وترتيبه 37785 من حيث الاكتشاف.
اكتُشف هذا الجُرم الفلكي بواسطة OCA–DLR Asteroid Survey ‏ في 27 سبتمبر 1997.

## وصلات خارجية
- (37785) 1997 SL15 في قاعدة بيانات مختبر الدفع النفاث لأجرام النظام الشمسي الصغيرة

- الاكتشاف · مخطط المدار ·  العناصر المدارية · المعلمات المادية

- (37785) 1997 SL15 على موقع ويكي سكاي: DSS2, SDSS, GALEX, IRAS, Hydrogen α, X-Ray, Astrophoto, Sky Map, Articles and images